# Joshua H. Marvil

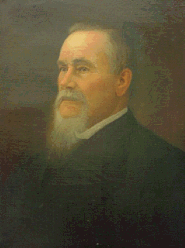
Joshua H. Marvil.

Joshua Hopkins Marvil, född den 3 september 1825, död den 8 april 1895, var en amerikansk köpman och politiker från Laurel i Sussex County i Delaware. 
Marvil var medlem i Republikanska partiet och var även guvernör i delstaten Delaware mellan 15 januari 1895 och 8 april samma år.